# Dalian Shipyard

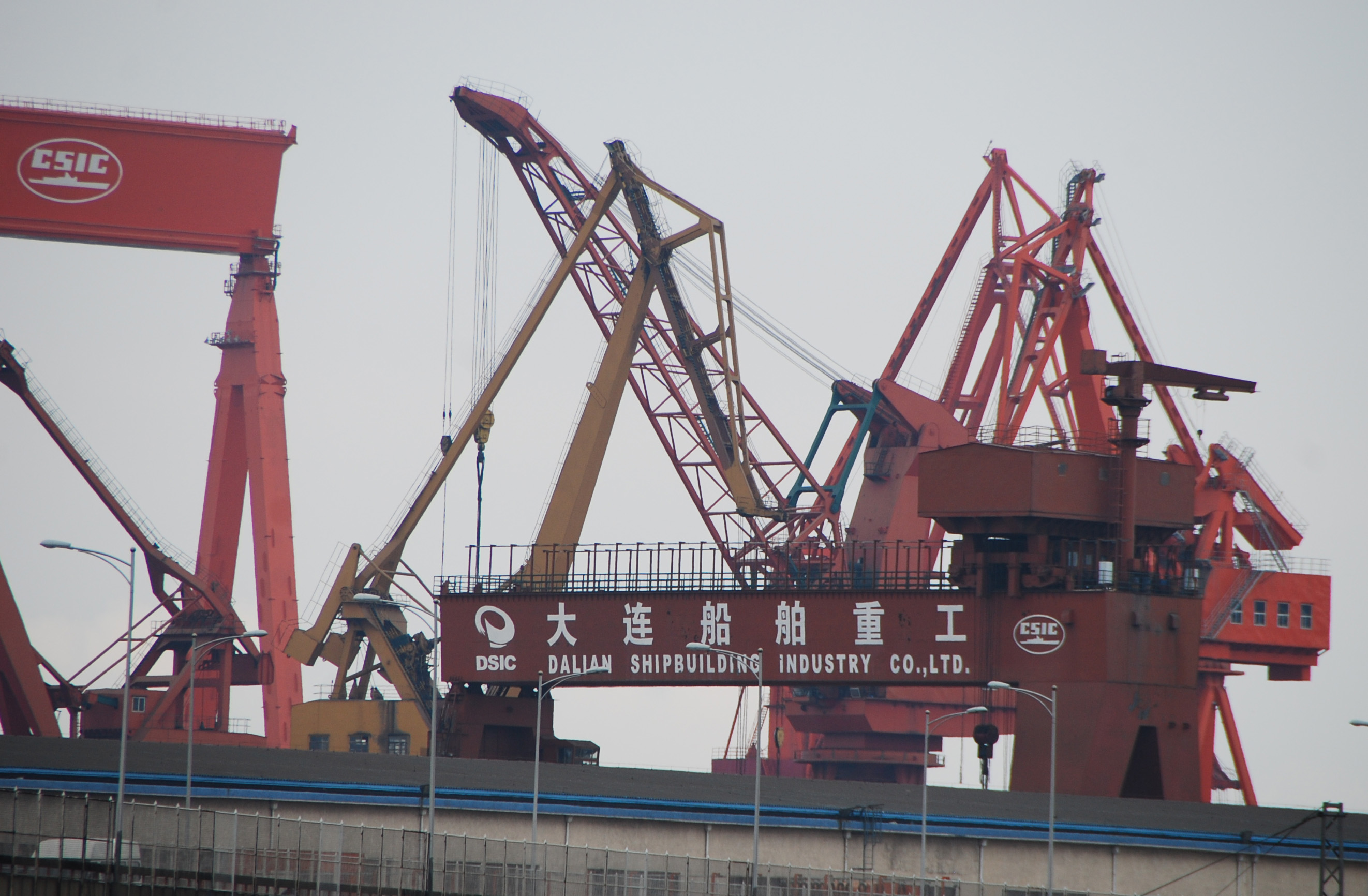
Dalianvarvet, 2009.

Dalian Shipyard i Dalian, Liaoning, är ett statligt kinesiskt skeppsvarv. Dalian har 10 000 anställda och en årlig fartygsproduktionskapacitet på 360 000 dödviktston.